# Kaptajn Syd Chaplin paa U-Baad 87
Kaptajn Syd Chaplin paa U-Baad 87 er en amerikansk stumfilm fra 1915.

## Medvirkende
- Syd Chaplin
- Wesley Ruggles
- Glen Cavender
- Phyllis Allen
- Virginia Fox